# 桜美かつし
桜美 かつし（さくらび かつし）は、日本の男性アニメーター、アニメーション演出家、アニメーション監督。J.C.STAFF所属。
本名の桜美 勝志でクレジットされることもある。
代表作に『少女革命ウテナ』（演出、原画、レイアウト監修）、『よみがえる空 -RESCUE WINGS- 』（監督）など。
その他、『とある科学の超電磁砲』シリーズや『とらドラ!』等、多数のJC作品の演出に参加、レイアウト監修を務めている。

## 作風
凝ったレイアウトとキャラクターの細かい仕草などによる情緒的な演出が特徴。キャラクターに当たる光と影を使った心情表現も多い。
インタビューのなかで桜美は「いわゆる「萌え」や、残酷な描写はあまり好かない」「自分には、アニメは良いものだという幻想がある」と語っている。『真月譚 月姫』『あさっての方向。』などでも、原作にあるダークさや、残酷な描写を極力押さえた物語と、余韻のあるラストを描いた。
彼の絵コンテを見た作品の原作者や、ファンブックのインタビュワーによれば、いずれも指示などが細部まで細かく書かれていたという。その他、鈴村健一、藤村歩など、彼の監督作に出演した声優、スタッフの多くは、「（登場人物の心情や状況を）台詞ではなく、絵で表現することが多い」と、それぞれの作品のインタビューの中で語っている。
他にも桜美は作品中に必ず「仕掛け」を用意すると語っている。『ガンパレード・マーチ 〜新たなる行軍歌〜』の第1話「プレイバック The Visitor」において、速水厚志と芝村舞が出会う歩道橋のシーンで、舞は上の段、速水は下の段に位置していて、速水が舞を見上げる形となっている。これは出会った当初における二人の関係を表現したもので、この歩道橋は劇中幾度か登場し、最終回のEDで、この歩道橋を上がってきた速水が、橋の丁度中央で舞と顔を見合わせるシーンは、二人の関係がようやく対等になったことを表現したという。同じように『真月譚 月姫』でも、主人公の遠野志貴が困難に直面した時には、決まって同じ坂を上っていくシーンが挿入される。
影響を受けた作品は、「これまで見てきた作品全て」だという。

## 参加作品

### テレビアニメ
1986年
- マシンロボ クロノスの大逆襲（1986年 - 1987年、動画）

1991年
- DRAGON QUEST -ダイの大冒険-（1991年 - 1992年、原画）

1992年
- スペースオズの冒険（1992年 - 1993年、原画）

1994年
- D・N・A² 〜何処かで失くしたあいつのアイツ〜（原画）
- ママレード・ボーイ（1994年 - 1995年、原画）

1995年
- ふしぎ遊戯（1995年 - 1996年、原画）

1997年
- 少女革命ウテナ（演出・原画・レイアウト監修）

1998年
- プリンセスナイン 如月女子高野球部（原画）
- 魔術士オーフェン（1998年 - 1999年、絵コンテ・演出）

1999年
- セラフィムコール（原画）
- へっぽこ実験アニメーション エクセル・サーガ（1999年 - 2000年、絵コンテ）

2000年
- ラブひな（絵コンテ・演出）

2001年
- PROJECT ARMS（絵コンテ）
- ちっちゃな雪使いシュガー（2001年 - 2002年、絵コンテ・演出）
- Cosmic Baton Girl コメットさん☆（2001年 - 2002年、原画）

2002年
- 藍より青し（絵コンテ・演出）

2003年
- ガンパレード・マーチ 〜新たなる行軍歌〜（監督・絵コンテ・演出・レイアウト監修・ED絵コンテ・ED演出）
- 真月譚 月姫（監督・絵コンテ・演出・原画・OP/ED演出）

2004年
- 忘却の旋律（演出・原画）
- ローゼンメイデン（絵コンテ）

2005年
- まほらば〜Heartful days（絵コンテ）
- LOVELESS（絵コンテ）

2006年
- よみがえる空 -RESCUE WINGS-（監督・絵コンテ・OP/ED絵コンテ・OP/ED演出・ED原画）
- あさっての方向。（監督、絵コンテ・OP/ED絵コンテ・OP/ED演出・OP原画）

2007年
- のだめカンタービレ（演出）
- アイドルマスター XENOGLOSSIA（演出）

2008年
- シゴフミ（副監督・演出・原画）
- とある魔術の禁書目録（2008年 - 2009年、演出・原画）
- とらドラ!（2008年 - 2009年、演出・原画）

2009年
- 初恋限定。（原画）
- 青い花（絵コンテ・演出）
- とある科学の超電磁砲（2009年 - 2010年、レイアウト監修）

2010年
- 裏切りは僕の名前を知っている（監督・絵コンテ・演出）
- とある魔術の禁書目録II（2010年 - 2011年、レイアウト監修・原画）

2011年
- 神様のメモ帳（監督・絵コンテ・ED絵コンテ・ED演出）

2012年
- あの夏で待ってる（絵コンテ・演出）
- さくら荘のペットな彼女（絵コンテ・演出・OP1絵コンテ・OP1演出）

2013年
- とある科学の超電磁砲S（演出）
- リトルバスターズ! 〜Refrain〜（演出）

2014年
- ウィッチクラフトワークス（絵コンテ・演出）
- selector infected WIXOSS（絵コンテ・演出・原画）
- selector spread WIXOSS（絵コンテ・演出）

2015年
- ダンジョンに出会いを求めるのは間違っているだろうか（絵コンテ・演出・原画）
- 監獄学園（演出・レイアウト監修）

2016年
- ふらいんぐうぃっち（監督・絵コンテ・演出）
- Lostorage incited WIXOSS（監督・絵コンテ・演出）

2017年
- アリスと蔵六（監督・絵コンテ）
- クジラの子らは砂上に歌う（絵コンテ・演出・演出協力）

2018年
- ハイスコアガール（演出協力）

2019年
- ワンパンマン（演出）

2020年
- とある科学の超電磁砲T（レイアウト監修）
- GREAT PRETENDER（絵コンテ・演出）

2021年
- EDENS ZERO（演出）
- 平穏世代の韋駄天達（演出）

2022年
- 処刑少女の生きる道（絵コンテ・演出）
- ダンジョンに出会いを求めるのは間違っているだろうかIV 新章 迷宮篇（絵コンテ）

2023年
- ダンジョンに出会いを求めるのは間違っているだろうかIV 深章 厄災篇（絵コンテ・演出）

2024年
- 月が導く異世界道中 第二幕（演出）
- ブルーアーカイブ The Animation（演出）※桜美勝志名義

2025年
- 信じていた仲間達にダンジョン奥地で殺されかけたがギフト『無限ガチャ』でレベル9999の仲間達を手に入れて元パーティーメンバーと世界に復讐&『ざまぁ!』します!（監督）

### 劇場アニメ
1986年
- プロジェクトA子（動画）

1994年
- ダークサイド・ブルース（原画）

1996年
- スレイヤーズRETURN（原画）

1997年
- スレイヤーズぐれえと（原画）

1999年
- 少女革命ウテナ アドゥレセンス黙示録（演出）

2007年
- 劇場版 灼眼のシャナ（原画）

2019年
- 劇場版 ダンジョンに出会いを求めるのは間違っているだろうか -オリオンの矢-（監督）

### OVA
1985年
- くりいむレモンPART9 ハプニング・サマー（動画）※桜美宮工名義。18禁作品。
- くりいむレモンPART10 STAR TRAP（動画）※桜美宮工名義。18禁作品。

1986年
- くりいむレモンPART11 黒猫館（動画）※桜美宮工名義。18禁作品。
- 戦え!!イクサー1 ACT.II イクサーΣの挑戦（動画）※桜美勝志名義
- 湘南爆走族 残された走り屋たち（動画）※桜美勝志名義

1988年
- 戦え!!イクサー1 ACT.III 完結編（動画）※桜美勝志名義
- 吸血姫美夕（1988年 - 1989年、動画）

1989年
- 極黒の翼バルキサス（原画・動画チェック）
- ガルフォース 地球章（原画・動画チェック）

1990年
- SDガンダム外伝 ジークジオン編（原画）
- ロードス島戦記（原画）

1991年
- 夢枕獏 とわいらいと劇場「四畳半漂流記」（原画）

1994年
- KEY THE METAL IDOL（1994年 - 1997年、原画）

1996年
- MAZE☆爆熱時空 大胆過激な冒険者!!（原画）
- それゆけ!宇宙戦艦ヤマモト・ヨーコ（原画）
- スレイヤーズすぺしゃる（1996年 - 1997年、原画）

1997年
- レイアース（原画）
- AIKa（1997年 - 1999年、原画）

1998年
- スレイヤーズえくせれんと（1998年 - 1999年、絵コンテ・原画）
- ジャイアントロボ THE ANIMATION -地球が静止する日（原画）

2001年
- エイリアン9（絵コンテ・演出）